# Budapesti Építők

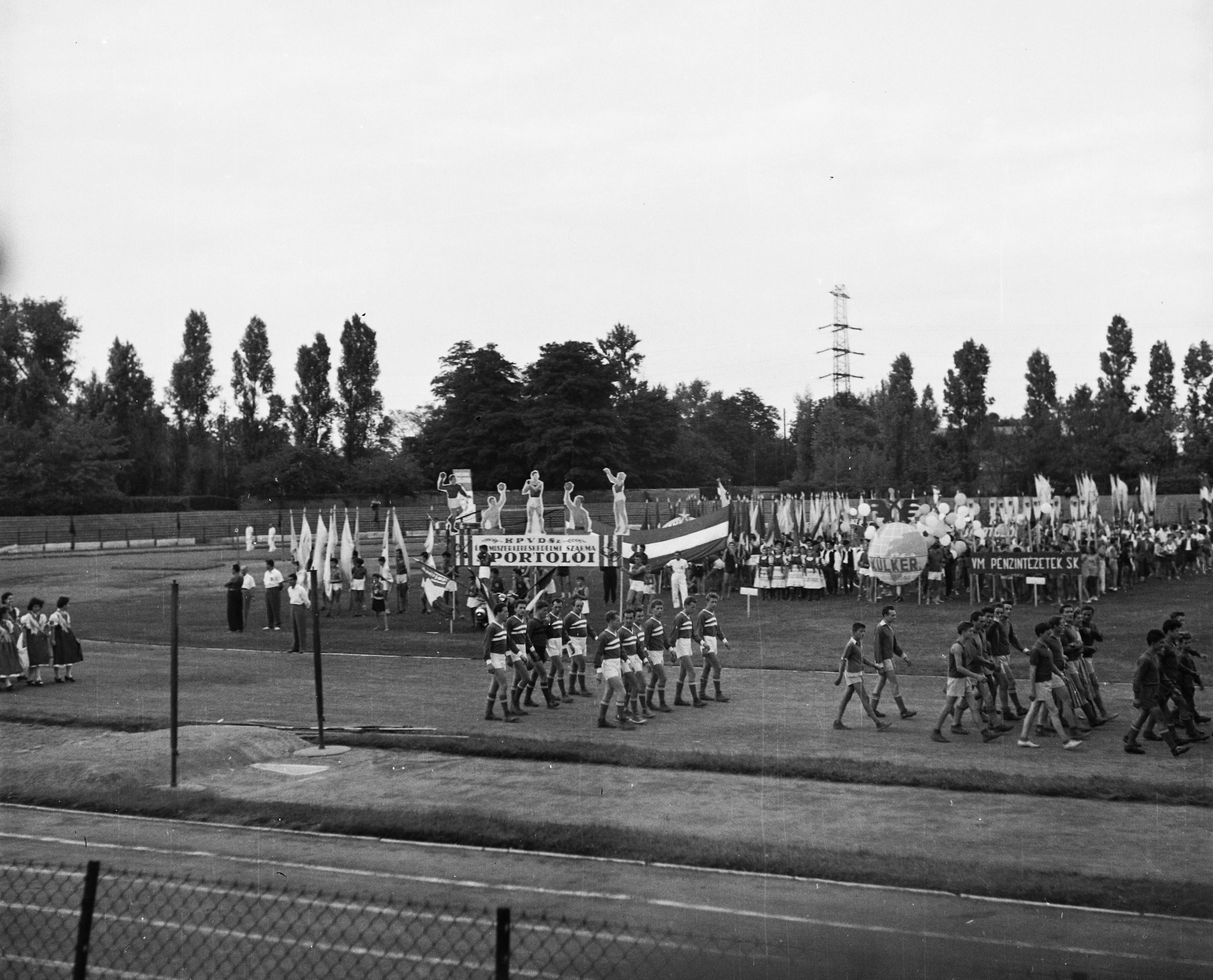
Az Építők pálya 1946-ban

A Budapesti Építők SC egy nagy múltú budapesti sportegyesület.

## Története
A Budapesti Építők SCt 1922. október 1-jén alapították Magyarországi Építőipari Munkásszervezet Országos Szövetsége Sport Clubja (MÉMOSZ SC) néven. Alapító szakosztályai a labdarúgó és a sakk szakosztályok voltak. A második világháború előtt betiltották a működését. Az egyesület 1945 májusától szerepel nyilvánosan Budapesti Építők néven. A következő években egy országos sportszervezet, az  Építők Országos SE égisze alatt több Építők nevű egyesület alakult.
Szakosztályai közül különösen sikeres a gyeplabda.
A rendszerváltás óta a sportklub Építők SC néven működik tovább.

## Sporttelepe
Építők Sporttelepe, Budapest, Népliget, Vajda Péter utca 38.
A sporttelepet 1937-ben adták át Diákstadion néven. 1950-től a Vasas pályája lett. Az Építők 1961-ben költözött a Népligetbe. A klub ekkor egyezett meg a Vasassal, hogy az visszaköltözik Angyalföldre, amit addig az Építők használt. Cserébe megkapták a népligeti létesítményt.

## Szakosztályai
- Asztalitenisz
- Atlétika
- Gyeplabda (Az Építők HC I. 2022-ben és 2023-ban is bajnokságot nyert.[5] A bajnokságban szerepel az Építők HC II. és az Építők HC III. is.)
- Íjászat
- Jégkorong (A csapat 1950 és 1971 között vett részt a jégkorong-bajnokságban.)
- Kajak-kenu
- Kerékpár
- Kézilabda
- Korcsolyázás
- Labdarúgás
- Motorcsónak
- Ökölvívás
- Röplabda
- Sakk
- Sportakrobatika
- Súlyemelés
- Teke
- Tenisz
- Úszás
- Vitorlázás
- Vízilabda

## Nevezetes versenyzői
- Kulcsár Gergely gerelyhajító
- Hatlaczky Ferenc kajakozó
- Vaskuti István kajakozó
- Foltán László kajakozó
- Egresi Vilma kajakozó
- Novák Gábor kenus
- Encsi István, kalapácsvető
- Goldoványi Béla futó
- id. Cseh László úszó
- Kökény Beatrix kézilabdázó
- Farkas Ágnes kézilabdázó
- Bonyhádi Klára kézilabdázó
- Hoffmann Beáta kézilabdázó
- György Anna kézilabdázó
- Molnár Endre vízilabdázó

## Sikerek
Olimpia
- Ezüstérmes:
  - Novák Gábor (kenu egyes 10 000 m, 1952)
  - Hatlaczky Ferenc (kajak egyes 10 000 m, 1956)
  - Kulcsár Gergely (gerelyhajítás, 1964)
- bronzérmes:
  - Nagy Marianna—Nagy László (páros műkorcsolyázás, 1952)
  - Kulcsár Gergely (gerelyhajítás, 1960, 1968)
  - Egresi Vilma (kajak kettes 500 m, 1960)

Világbajnokság (1981-ig)
- aranyérmes
  - Hatlaczky Ferenc (kajak egyes 10 000 m, 1954)
  - Koltai Ottó (kajak négyes 10 000 m, 1963)
  - Vaskuti István (kenu kettes 500 m, 1977, 1978; Kenu kettes 10 000 m, 1978)
- ezüstérmes
  - Király Ede (egyéni műkorcsolyázás, 1950)
  - Hatlaczky Ferenc (kajak egyes 4 × 500 m, 1954, 1958; kajak egyes 1000 m, 1958)
  - Egresi Vilma (kajak kettes 500 m, 1954)
  - Bodnár Lajos (kenu kettes 1000 m, 1958)
  - Cseh Ferenc (kajak egyes 4 × 500 m, 1966)
- bronzérmes
  - Nagy Marianna—Nagy László (páros műkorcsolyázás, 1950, 1953)
  - Hatlaczky Ferenc (kajak egyes 1000 m, 1954)
  - Cseh Ferenc (kajak kettes 1000 m, 1966)
  - Cserha István (kenu kettes 10 000 m, 1966)
  - Palusinutz Albert—Tóth Éva (sportakrobatika: Dinamikus vegyes páros, Statikus vegyes páros, Összetett vegyes páros, 1974)

Európa-bajnokság (1981-ig)
- aranyérmes
  - Nagy Marianna—Nagy László (páros műkorcsolyázás, 1950)
  - Király Ede (egyéni műkorcsolyázás, 1950)
  - Novák Gábor (kenu egyes 1000 m, 1957)
  - Hatlaczky Ferenc (kajak egyes 10 000 m, 1959)
  - Koltai Ottó (kajak négyes 10 000 m, 1963)
- ezüstérmes
  - Nagy Marianna—Nagy László (páros műkorcsolyázás, 1953)
- bronzérmes
  - Nagy Marianna—Nagy László (páros műkorcsolyázás, 1952)
  - Kulcsár Gergely (gerelyhajítás, 1958, 1966)
  - Egresi Vilma (kajak kettes 500 m, 1961)
  - Gulyás Andor (motorcsónak 175 cm³, 1962)